# Jennifer Turrall
Jennifer Lynnette Turrall, née le 9 mai 1960, est une nageuse australienne.

## Palmarès
- Championnats du monde
  - Cali 1975
    -  Médaille d'or sur 800 mètres nage libre
    -  Médaille d'argent sur 400 mètres nage libre

- Jeux du Commonwealth
  - Christchurch 1974
    -  Médaille d'or sur 400 mètres nage libre
    -  Médaille d'argent sur 200 mètres nage libre
    -  Médaille d'argent sur 800 mètres nage libre
    -  Médaille d'argent sur 4×100 mètres nage libre